# Új-Zéland a 2004. évi nyári olimpiai játékokon
Új-Zéland a görögországi Athénban megrendezett 2004. évi nyári olimpiai játékok egyik részt vevő nemzete volt. Az országot az olimpián 18 sportágban 148 sportoló képviselte, akik összesen 5 érmet szereztek.

## Érmesek
| Érem  | Versenyző                                       | Sportág      | Versenyszám              |
| ----- | ----------------------------------------------- | ------------ | ------------------------ |
| Arany | Georgina Evers-Swindell Caroline Evers-Swindell | Evezés       | Női kétpárevezős         |
| Arany | Sarah Ulmer                                     | Kerékpározás | Női egyéni üldözőverseny |
| Arany | Hamish Carter                                   | Triatlon     | Férfi                    |
| Ezüst | Ben Fouhy                                       | Kajak-kenu   | Férfi kajak egyes 1000 m |
| Ezüst | Bevan Docherty                                  | Triatlon     | Férfi                    |

## Asztalitenisz
Női
| Versenyző          | Versenyszám | 64-es főtábla     | 48-as főtábla                                                                       | 32-es főtábla                                                                         | Nyolcaddöntő                                                                        | Negyeddöntő       | Elődöntő          | Döntő             | Helyezés |
| Versenyző          | Versenyszám | Ellenfél Eredmény | Ellenfél Eredmény                                                                   | Ellenfél Eredmény                                                                     | Ellenfél Eredmény                                                                   | Ellenfél Eredmény | Ellenfél Eredmény | Ellenfél Eredmény | Helyezés |
| ------------------ | ----------- | ----------------- | ----------------------------------------------------------------------------------- | ------------------------------------------------------------------------------------- | ----------------------------------------------------------------------------------- | ----------------- | ----------------- | ----------------- | -------- |
| Chunli Li          | Egyes       |                   | Tawny Banh (USA) · 11-8, 12-10, 11-9, 8-11, 11-9                                    | Csang Ji-ning (CHN) · 8-11, 10-12, 5-11, 7-11                                         | kiesett                                                                             | kiesett           | kiesett           | kiesett           | 17.      |
| Chunli Li Karen Li | Páros       |                   | Ausztrália (AUS) · Jian-Fang Lay · Miao Miao · 12-10, 8-11, 6-11, 11-5, 11-2, 14-12 | Németország (GER) · Nicole Struse · Elke Schall-Wosik · 11-6, 11-7, 11-7, 10-12, 11-6 | Észak-Korea (PRK) · Kim Hjangmi · Kim Hjonhi · 8-11, 13-11, 6-11, 13-11, 5-11, 4-11 | kiesett           | kiesett           | kiesett           | 9.       |

## Atlétika
Férfi
| Versenyző       | Versenyszám     | Előfutam | Előfutam | Előfutam | Elődöntő | Elődöntő | Elődöntő | Döntő         | Döntő         |
| Versenyző       | Versenyszám     | Idő      | Hely.    | Össz.    | Idő      | Hely.    | Össz.    | Idő           | Helyezés      |
| --------------- | --------------- | -------- | -------- | -------- | -------- | -------- | -------- | ------------- | ------------- |
| Jason Stewart   | 800 m           | 1:46,24  | 5.       | 19.*     | kiesett  | kiesett  | kiesett  | kiesett       | kiesett       |
| Nicholas Willis | 1500 m          | 3:39,80  | 3.       | 17.      | 3:41,46  | 6.       | 15.      | kiesett       | kiesett       |
| Michael Aish    | 5000 m          | 13:50,00 | 17.      | 32.      |          |          |          | kiesett       | kiesett       |
| John Henwood    | 10 000 m        |          |          |          |          |          |          | nem ért célba | nem ért célba |
| Dale Warrender  | Maraton         |          |          |          |          |          |          | 2:19:42       | 33.           |
| Jonathan Wyatt  | Maraton         |          |          |          |          |          |          | 2:17:45       | 21.           |
| Craig Barrett   | 50 km gyaloglás |          |          |          |          |          |          | 4:06:48       | 29.           |

| Versenyző       | Versenyszám   | Selejtező | Selejtező | Döntő    | Döntő    |
| Versenyző       | Versenyszám   | Eredmény  | Helyezés  | Eredmény | Helyezés |
| --------------- | ------------- | --------- | --------- | -------- | -------- |
| Stuart Farquhar | Gerelyhajítás | 74,63 m   | 25.       | kiesett  | kiesett  |

Női
| Versenyző          | Versenyszám | Előfutam | Előfutam | Előfutam | Döntő   | Döntő    |
| Versenyző          | Versenyszám | Idő      | Hely.    | Össz.    | Idő     | Helyezés |
| ------------------ | ----------- | -------- | -------- | -------- | ------- | -------- |
| Kimberley Smith    | 5000 m      | 15:31,80 | 11.      | 20.      | kiesett | kiesett  |
| Liza Hunter-Galvan | Maraton     |          |          |          | 2:50:23 | 51.      |

| Versenyző          | Versenyszám   | Selejtező | Selejtező | Döntő    | Döntő    |
| Versenyző          | Versenyszám   | Eredmény  | Helyezés  | Eredmény | Helyezés |
| ------------------ | ------------- | --------- | --------- | -------- | -------- |
| Melina Hamilton    | Rúdugrás      | 415 cm    | 24.**     | kiesett  | kiesett  |
| Valerie Adams-Vili | Súlylökés     | 18,79 m   | 4.        | 18,56 m  | 8.       |
| Beatrice Faumuina  | Kalapácsvetés | 64,07 m   | 5.        | 63,45 m  | 7.       |

* - egy másik versenyzővel azonos időt ért el

** - hét másik versenyzővel azonos eredményt ért el

## Cselgáncs
Női
| Versenyző         | Versenyszám | Selejtező                     | Nyolcaddöntő      | Negyeddöntő       | Elődöntő          | Vigaszág első kör | Vigaszág negyeddöntő | Vigaszág elődöntő | Bronz- mérkőzés   | Döntő             | Helyezés    |
| Versenyző         | Versenyszám | Ellenfél Eredmény             | Ellenfél Eredmény | Ellenfél Eredmény | Ellenfél Eredmény | Ellenfél Eredmény | Ellenfél Eredmény    | Ellenfél Eredmény | Ellenfél Eredmény | Ellenfél Eredmény | Helyezés    |
| ----------------- | ----------- | ----------------------------- | ----------------- | ----------------- | ----------------- | ----------------- | -------------------- | ----------------- | ----------------- | ----------------- | ----------- |
| Rochelle Stormont | Harmatsúly  | Ioana Aluaş (ROU) · 0000-1010 | kiesett           | kiesett           | kiesett           |                   |                      |                   |                   |                   | helyezetlen |

## Evezés
Férfi
| Versenyző                                         | Versenyszám              | Előfutam | Előfutam | Vigaszág | Vigaszág | Elődöntő | Elődöntő | Elődöntő | Döntő | Döntő   | Döntő | Helyezés |
| Versenyző                                         | Versenyszám              | Idő      | Hely.    | Idő      | Hely.    | Típus    | Idő      | Hely.    | Típus | Idő     | Hely. | Helyezés |
| ------------------------------------------------- | ------------------------ | -------- | -------- | -------- | -------- | -------- | -------- | -------- | ----- | ------- | ----- | -------- |
| Nathan Twaddle George Bridgewater                 | Kormányos nélküli kettes | 6:54,75  | 1.       |          |          | A/B      | 6:24,49  | 3.       | A     | 6:34,24 | 4.    | 4.       |
| Donald Leach Mahé Drysdale Carl Meyer Eric Murray | Kormányos nélküli négyes | 6:22,91  | 2.       |          |          | A/B      | 5:52,95  | 2.       | A     | 6:15,47 | 5.    | 5.       |

Férfi
| Versenyző                                       | Versenyszám              | Előfutam | Előfutam | Vigaszág | Vigaszág | Elődöntő | Elődöntő | Elődöntő | Döntő | Döntő   | Döntő | Helyezés |
| Versenyző                                       | Versenyszám              | Idő      | Hely.    | Idő      | Hely.    | Típus    | Idő      | Hely.    | Típus | Idő     | Hely. | Helyezés |
| ----------------------------------------------- | ------------------------ | -------- | -------- | -------- | -------- | -------- | -------- | -------- | ----- | ------- | ----- | -------- |
| Sonia Waddell                                   | Egypárevezős             | 7:36,15  | 2.       | 7:27,92  | 1.       | A/B      | 7:42,00  | 3.       | A     | 7:31,66 | 5.    | 5.       |
| Georgina Evers-Swindell Caroline Evers-Swindell | Kétpárevezős             | 7:25,57  | 1.       |          |          |          |          |          | A     | 7:01,79 | 1.    |          |
| Juliette Haigh Nicky Coles                      | Kormányos nélküli kettes | 9:37,53  | 5.       | 7:11,00  | 2.       |          |          |          | A     | 7:23,52 | 6.    | 6.       |

## Gyeplabda

### Férfi
| #               | Név               |         |         |         |         |         |         |         |
| Kapusok         | Kapusok           | Kapusok | Kapusok | Kapusok | Kapusok | Kapusok | Kapusok | Kapusok |
| --------------- | ----------------- | ------- | ------- | ------- | ------- | ------- | ------- | ------- |
| 16              | Paul Woolford     |         |         |         |         |         |         |         |
| 17              | Kyle Pontifex     |         |         |         |         |         |         |         |
| Mezőnyjátékosok |                   |         |         |         |         |         |         |         |
| 1               | Simon Towns (CSK) |         |         |         |         |         |         |         |
| 2               | Mitesh Patel      |         |         |         |         |         |         |         |
| 3               | David Kosoof      |         |         |         |         |         |         |         |
| 4               | Darren Smith      |         |         |         |         |         |         |         |
| 5               | Wayne McIndoe     |         |         |         |         |         |         |         |
| 6               | Dion Gosling      |         |         |         |         |         |         |         |
| 7               | Blair Hopping     |         |         |         |         |         |         |         |
| 8               | Dean Couzins      |         |         |         |         |         |         |         |
| 11              | Umesh Parag       |         |         |         |         |         |         |         |
| 14              | Bevan Hari        |         |         |         |         |         |         |         |
| 18              | Phillip Burrows   |         |         |         |         |         |         |         |
| 19              | Hayden Shaw       |         |         |         |         |         |         |         |
| 20              | James Nation      |         |         |         |         |         |         |         |
| 24              | Gareth Brooks     |         |         |         |         |         |         |         |
| Tartalékok      |                   |         |         |         |         |         |         |         |
| Vezetőedző      |                   |         |         |         |         |         |         |         |
|                 | Kevin Towns       |         |         |         |         |         |         |         |

#### Eredmények
Csoportkör
B csoport
| Csapat                        | M | Gy | D | V | G+ | G– | Gk | P  |
| ----------------------------- | - | -- | - | - | -- | -- | -- | -- |
| Hollandia (NED)               | 5 | 5  | 0 | 0 | 16 | 9  | +7 | 15 |
| Ausztrália (AUS)              | 5 | 3  | 1 | 1 | 14 | 10 | +4 | 10 |
| Új-Zéland (NZL)               | 5 | 3  | 0 | 2 | 13 | 11 | +2 | 9  |
| India (IND)                   | 5 | 1  | 1 | 3 | 11 | 13 | –2 | 4  |
| Dél-afrikai Köztársaság (RSA) | 5 | 1  | 0 | 4 | 9  | 15 | –6 | 3  |
| Argentína (ARG)               | 5 | 0  | 2 | 3 | 8  | 13 | –5 | 2  |

| 2004. augusztus 15. 8:30 | Ausztrália (AUS)                | 4–1   | Új-Zéland (NZL) | Játékvezetők: David Leiper (GBR), Amarjit Singh (MAS) |
| 2004. augusztus 15. 8:30 | Elder 15' · Dwyer 24', 42', 60' | (2–0) | Smith 58'       | Játékvezetők: David Leiper (GBR), Amarjit Singh (MAS) |

| 2004. augusztus 17. 20:00 | Új-Zéland (NZL)            | 3–4        | Hollandia (NED)                                  | Játékvezetők: David Gentles (AUS), Sumesh Putra (CAN) |
| 2004. augusztus 17. 20:00 | Shaw 9', 55' · Burrows 59' | (1–2)      | Taekema 4', 24' · Klaver 39' · van der Weide 68' | Játékvezetők: David Gentles (AUS), Sumesh Putra (CAN) |
| 2004. augusztus 17. 20:00 |                            | Büntetések | Delmeé 24' Eikelboom 47'                         | Játékvezetők: David Gentles (AUS), Sumesh Putra (CAN) |

| 2004. augusztus 19. 20:00 | Új-Zéland (NZL)                   | 3–1        | Argentína (ARG)                                 | Játékvezetők: David Leiper (GBR), Pedro Teixeira (POR) |
| 2004. augusztus 19. 20:00 | Shaw 12' · Hari 44' · Burrows 49' | (1–1)      | Lombi 8'                                        | Játékvezetők: David Leiper (GBR), Pedro Teixeira (POR) |
| 2004. augusztus 19. 20:00 | Patel 22' Shaw 38' Towns 66'      | Büntetések | Zylberberg 3' Caldas 11' Retegui 30' Paulón 33' | Játékvezetők: David Leiper (GBR), Pedro Teixeira (POR) |

| 2004. augusztus 21. 10:30 | India (IND)   | 1–2        | Új-Zéland (NZL)         | Játékvezetők: Ray O’Connor (IRL), Xavier Adell (ESP) |
| 2004. augusztus 21. 10:30 | D. Pillai 62' | (0–0)      | Burrows 36' · Shaw 70+' | Játékvezetők: Ray O’Connor (IRL), Xavier Adell (ESP) |
| 2004. augusztus 21. 10:30 | D. Pillai 54' | Büntetések | Shaw 54'                | Játékvezetők: Ray O’Connor (IRL), Xavier Adell (ESP) |

| 2004. augusztus 23. 8:30 | Új-Zéland (NZL)                          | 4–1        | Dél-afrikai Köztársaság (RSA) | Játékvezetők: Christian Blasch (GER), Sumesh Putra (CAN) |
| 2004. augusztus 23. 8:30 | Kosoof 15' · Shaw 38', 46' · Burrows 70' | (1–1)      | Smith 28'                     | Játékvezetők: Christian Blasch (GER), Sumesh Putra (CAN) |
| 2004. augusztus 23. 8:30 | Shaw 47'                                 | Büntetések | Fulton 34' Clark 42'          | Játékvezetők: Christian Blasch (GER), Sumesh Putra (CAN) |

Az 5–8. helyért
| 2004. augusztus 25. 18:00 | Új-Zéland (NZL)                     | 4–3        | Dél-Korea (KOR)                                     | Játékvezetők: Peter Elders (NED), Xavier Adell (ESP) |
| 2004. augusztus 25. 18:00 | Burrows 22', 62', 69' · McIndoe 28' | (2–1)      | Jo Ungon 14' · I Dzsongszon 39' · Cson Dzsongha 57' | Játékvezetők: Peter Elders (NED), Xavier Adell (ESP) |
| 2004. augusztus 25. 18:00 | Patel 47'                           | Büntetések | Jo Ungon 44'                                        | Játékvezetők: Peter Elders (NED), Xavier Adell (ESP) |

Az 5. helyért
| 2004. augusztus 27. 11:00 | Új-Zéland (NZL)        | 2–4        | Pakisztán (PAK)                  | Játékvezetők: Sumesh Putra (CAN), David Leiper (GBR) |
| 2004. augusztus 27. 11:00 | Brooks 16' · Smith 35' | (2–1)      | Abbas 35', 47', 68' · Jawwad 55' | Játékvezetők: Sumesh Putra (CAN), David Leiper (GBR) |
| 2004. augusztus 27. 11:00 | Couzins 46'            | Büntetések | Butt 26' Aziz 31'                | Játékvezetők: Sumesh Putra (CAN), David Leiper (GBR) |

| Csapat          | Helyezés |
| --------------- | -------- |
| Új-Zéland (NZL) | 6.       |

### Női
| #               | Név                         |         |         |         |         |         |         |         |
| Kapusok         | Kapusok                     | Kapusok | Kapusok | Kapusok | Kapusok | Kapusok | Kapusok | Kapusok |
| --------------- | --------------------------- | ------- | ------- | ------- | ------- | ------- | ------- | ------- |
| 15              | Beth Jurgeleit              |         |         |         |         |         |         |         |
| 16              | Helen Clarke                |         |         |         |         |         |         |         |
| Mezőnyjátékosok |                             |         |         |         |         |         |         |         |
| 1               | Kayla Sharland              |         |         |         |         |         |         |         |
| 2               | Emily Naylor                |         |         |         |         |         |         |         |
| 5               | Rachel Sutherland           |         |         |         |         |         |         |         |
| 6               | Meredith Orr                |         |         |         |         |         |         |         |
| 8               | Jaimee Claxton              |         |         |         |         |         |         |         |
| 9               | Leisen Jobe                 |         |         |         |         |         |         |         |
| 10              | Lizzy Igasan                |         |         |         |         |         |         |         |
| 11              | Stacey Carr                 |         |         |         |         |         |         |         |
| 12              | Lisa Walton                 |         |         |         |         |         |         |         |
| 14              | Suzie Pearce-Muirhead (CSK) |         |         |         |         |         |         |         |
| 18              | Diana Weavers               |         |         |         |         |         |         |         |
| 21              | Niniwa Roberts-Lang         |         |         |         |         |         |         |         |
| 22              | Rachel Robertson            |         |         |         |         |         |         |         |
| 23              | Tara Drysdale               |         |         |         |         |         |         |         |
| Tartalékok      |                             |         |         |         |         |         |         |         |
| Vezetőedző      |                             |         |         |         |         |         |         |         |
|                 | Ian Rutledge                |         |         |         |         |         |         |         |

#### Eredmények
Csoportkör
A csoport
| Csapat              | M | Gy | D | V | G+ | G– | Gk | P  |
| ------------------- | - | -- | - | - | -- | -- | -- | -- |
| Kína (CHN)          | 4 | 4  | 0 | 0 | 11 | 2  | +9 | 12 |
| Argentína (ARG)     | 4 | 3  | 0 | 1 | 12 | 4  | +8 | 9  |
| Japán (JPN)         | 4 | 2  | 0 | 2 | 5  | 7  | –2 | 6  |
| Új-Zéland (NZL)     | 4 | 1  | 0 | 3 | 3  | 9  | –6 | 3  |
| Spanyolország (ESP) | 4 | 0  | 0 | 4 | 3  | 12 | –9 | 0  |

| 2004. augusztus 16. 18:00 | Új-Zéland (NZL) | 0–2   | Kína (CHN)                        | Játékvezetők: Jean Ducncan (GBR), Soledad Iparraguirre (ARG) |
| 2004. augusztus 16. 18:00 |                 | (0–1) | Ma Ji-po 16' · Tang Csun-ling 41' | Játékvezetők: Jean Ducncan (GBR), Soledad Iparraguirre (ARG) |

| 2004. augusztus 18. 20:00 | Japán (JPN)     | 2–0        | Új-Zéland (NZL)          | Játékvezetők: Carolina de la Fuente (ARG), Gina Spitaleri (ITA) |
| 2004. augusztus 18. 20:00 | Komori 18', 52' | (1–0)      |                          | Játékvezetők: Carolina de la Fuente (ARG), Gina Spitaleri (ITA) |
| 2004. augusztus 18. 20:00 |                 | Büntetések | Claxton 50' Drysdale 61' | Játékvezetők: Carolina de la Fuente (ARG), Gina Spitaleri (ITA) |

| 2004. augusztus 20. 10:30 | Új-Zéland (NZL) | 0–3        | Argentína (ARG)                   | Játékvezetők: Chieko Akiyama (JPN), Julie Ashton-Lucy (AUS) |
| 2004. augusztus 20. 10:30 |                 | (0–1)      | Aymar 8' · Oneto 38' · García 53' | Játékvezetők: Chieko Akiyama (JPN), Julie Ashton-Lucy (AUS) |
| 2004. augusztus 20. 10:30 |                 | Büntetések | Russo 69'                         | Játékvezetők: Chieko Akiyama (JPN), Julie Ashton-Lucy (AUS) |

| 2004. augusztus 22. 10:30 | Spanyolország (ESP)               | 2–3        | Új-Zéland (NZL)                             | Játékvezetők: Chieko Akiyama (JPN), Julie Ashton-Lucy (AUS) |
| 2004. augusztus 22. 10:30 | Goikoetxea 21', 40'               | (1–2)      | Claxton 21' · Roberts-Lang 30' · Igasan 50' | Játékvezetők: Chieko Akiyama (JPN), Julie Ashton-Lucy (AUS) |
| 2004. augusztus 22. 10:30 | Mar Feito 21' Rueda 28' Camón 60' | Büntetések |                                             | Játékvezetők: Chieko Akiyama (JPN), Julie Ashton-Lucy (AUS) |

Az 5–8. helyért
| 2004. augusztus 24. 8:30 | Dél-Korea (KOR)                | 2–3 (h. u.) | Új-Zéland (NZL)                                              | Játékvezetők: Ute Conen (GER), Jean Duncan (GBR) |
| 2004. augusztus 24. 8:30 | Kim Junmi 44' · Pak Mihjon 46' | (0–2, 2–2)  | Roberts-Lang 4' · Pearce-Muirhead 8' · Walton 80' (aranygól) | Játékvezetők: Ute Conen (GER), Jean Duncan (GBR) |

Az 5. helyért
| 2004. augusztus 26. 11:00 | Új-Zéland (NZL)  | 0–3        | Ausztrália (AUS)             | Játékvezetők: Chieko Akiyama (JPN), Gina Spitaleri (ITA) |
| 2004. augusztus 26. 11:00 |                  | (0–1)      | Towers 14' · Powell 42', 67' | Játékvezetők: Chieko Akiyama (JPN), Gina Spitaleri (ITA) |
| 2004. augusztus 26. 11:00 | Roberts-Lang 36' | Büntetések | Twitt 29'                    | Játékvezetők: Chieko Akiyama (JPN), Gina Spitaleri (ITA) |

| Csapat          | Helyezés |
| --------------- | -------- |
| Új-Zéland (NZL) | 6.       |

## Íjászat
Férfi
| Versenyző     | Versenyszám | Selejtező | Selejtező | 64-es főtábla                        | 32-es főtábla     | Nyolcaddöntő      | Negyeddöntő       | Elődöntő          | Döntő             | Helyezés |
| Versenyző     | Versenyszám | Pont      | Kiemelt   | Ellenfél Eredmény                    | Ellenfél Eredmény | Ellenfél Eredmény | Ellenfél Eredmény | Ellenfél Eredmény | Ellenfél Eredmény | Helyezés |
| ------------- | ----------- | --------- | --------- | ------------------------------------ | ----------------- | ----------------- | ----------------- | ----------------- | ----------------- | -------- |
| Ken Uprichard | Egyéni      | 623       | 54.       | Liu Ming-Huang (TPE) (11.) · 145-148 | kiesett           | kiesett           | kiesett           | kiesett           | kiesett           | 40.      |

## Kajak-kenu

### Síkvízi
Férfi
| Versenyző                 | Versenyszám         | Előfutam | Előfutam | Előfutam | Elődöntő | Elődöntő | Elődöntő | Döntő    | Döntő    |
| Versenyző                 | Versenyszám         | Idő      | Hely.    | Össz.    | Idő      | Hely.    | Össz.    | Idő      | Helyezés |
| ------------------------- | ------------------- | -------- | -------- | -------- | -------- | -------- | -------- | -------- | -------- |
| Steven Ferguson           | Kajak egyes 500 m   | 2:06,937 | 7.       | 28.      | kiesett  | kiesett  | kiesett  | kiesett  | kiesett  |
| Ben Fouhy                 | Kajak egyes 1000 m  | 3:26,064 | 1.D      | 4.       |          |          |          | 3:27,413 |          |
| Ben Fouhy Steven Ferguson | Kajak kettes 1000 m | 3:10,388 | 2.D      | 3.       |          |          |          | 3:21,336 | 8.       |

## Kerékpározás

### Hegyi-kerékpározás
| Versenyző    | Versenyszám        | Idő              | Helyezés |
| ------------ | ------------------ | ---------------- | -------- |
| Kashi Leuchs | Férfi terepverseny | 2:28:20 (+13:18) | 28.      |
| Robyn Wong   | Női terepverseny   | 2:10:59 (+14:08) | 16.      |

### Országúti kerékpározás
Férfi
| Versenyző        | Versenyszám   | Idő                   | Helyezés      |
| ---------------- | ------------- | --------------------- | ------------- |
| Julian Dean      | Mezőnyverseny | 5:41:56 (+0:12)       | 15.           |
| Robin Reid       | Mezőnyverseny | nem ért célba         | nem ért célba |
| Jeremy Yates     | Mezőnyverseny | nem ért célba         | nem ért célba |
| Heath Blackgrove | Mezőnyverseny | nem ért célba         | nem ért célba |
| Heath Blackgrove | Időfutam      | 1:03:20,11 (+5:48,37) | 33.           |

Női
| Versenyző          | Versenyszám   | Idő              | Helyezés      |
| ------------------ | ------------- | ---------------- | ------------- |
| Melissa Holt       | Mezőnyverseny | nem ért célba    | nem ért célba |
| Michelle Hyland    | Mezőnyverseny | 3:40:43 (+16:19) | 56.           |
| Joanne Kiesanowski | Mezőnyverseny | 3:25:42 (+1:18)  | 17.           |

### Pálya-kerékpározás
Üldözőversenyek
| Versenyző                                             | Versenyszám                | Selejtező | Selejtező | Elődöntő                           | Elődöntő  | Elődöntő | Döntő                          | Döntő     | Döntő    |
| Versenyző                                             | Versenyszám                | Idő       | Hely.     | Ellenfél Idő                       | Saját idő | Hely.    | Ellenfél Idő                   | Saját idő | Helyezés |
| ----------------------------------------------------- | -------------------------- | --------- | --------- | ---------------------------------- | --------- | -------- | ------------------------------ | --------- | -------- |
| Sarah Ulmer                                           | Női egyéni üldözőverseny   | 3:26,400  | 1.        | Olga Szljuszareva (RUS) · 3:36,263 | 3:27,444  | 1.       | Katie Mactier (AUS) · 3:27,650 | 3:24,537  |          |
| Hayden Godfrey Peter Latham Matthew Randall Marc Ryan | Férfi csapat üldözőverseny | 4:10,820  | 10.       | kiesett                            | kiesett   | kiesett  | kiesett                        | kiesett   | kiesett  |

Pontversenyek
| Versenyző                      | Versenyszám       | Pont | Helyezés |
| ------------------------------ | ----------------- | ---- | -------- |
| Greg Henderson                 | Férfi pontverseny | 68   | 4.       |
| Sarah Ulmer                    | Női pontverseny   | 8    | 6.       |
| Greg Henderson Hayden Roulston | Férfi madison     | 2    | 7.       |

## Kosárlabda

### Férfi

#### Eredmények
Csoportkör
A csoport
| Csapat                      | M | Gy | V | P+  | P–  | Pk  | P  |
| --------------------------- | - | -- | - | --- | --- | --- | -- |
| Spanyolország (ESP)         | 5 | 5  | 0 | 405 | 349 | +56 | 10 |
| Olaszország (ITA)           | 5 | 3  | 2 | 371 | 341 | +30 | 8  |
| Argentína (ARG)             | 5 | 3  | 2 | 414 | 396 | +18 | 8  |
| Kína (CHN)                  | 5 | 2  | 3 | 303 | 382 | –79 | 7  |
| Új-Zéland (NZL)             | 5 | 1  | 4 | 399 | 413 | –14 | 6  |
| Szerbia és Montenegró (SCG) | 5 | 1  | 4 | 377 | 388 | –11 | 6  |

| 2004. augusztus 15. 11:15 | Olaszország (ITA)                       | 71–69     | Új-Zéland (NZL) | Helliniko Indoor Arena, Athén Nézőszám: 1100 Játékvezetők: Reynaldo Mercedes Sanchez (DOM), Renato Santos (BRA) |
| 2004. augusztus 15. 11:15 | (25–13, 14–9, 17–24, 15–23) Jegyzőkönyv |           |                 | Helliniko Indoor Arena, Athén Nézőszám: 1100 Játékvezetők: Reynaldo Mercedes Sanchez (DOM), Renato Santos (BRA) |
| 2004. augusztus 15. 11:15 | Basile 16                               | Pont      | Penney 20       | Helliniko Indoor Arena, Athén Nézőszám: 1100 Játékvezetők: Reynaldo Mercedes Sanchez (DOM), Renato Santos (BRA) |
| 2004. augusztus 15. 11:15 | Chiacig 9                               | Lepattanó | Marks 9         | Helliniko Indoor Arena, Athén Nézőszám: 1100 Játékvezetők: Reynaldo Mercedes Sanchez (DOM), Renato Santos (BRA) |
| 2004. augusztus 15. 11:15 | Pozzecco 7                              | Gólpassz  | Cameron 5       | Helliniko Indoor Arena, Athén Nézőszám: 1100 Játékvezetők: Reynaldo Mercedes Sanchez (DOM), Renato Santos (BRA) |

| 2004. augusztus 17. 9:00 | Új-Zéland (NZL)                         | 62–69     | Kína (CHN)        | Helliniko Indoor Arena, Athén Nézőszám: 1300 Játékvezetők: Christos Christodoulou (GRE), Virginijus Jonas Dovidavicius (LTU) |
| 2004. augusztus 17. 9:00 | (14–17, 6–12, 25–22, 17–18) Jegyzőkönyv |           |                   | Helliniko Indoor Arena, Athén Nézőszám: 1300 Játékvezetők: Christos Christodoulou (GRE), Virginijus Jonas Dovidavicius (LTU) |
| 2004. augusztus 17. 9:00 | Jones 23                                | Pont      | Jao Ming 39       | Helliniko Indoor Arena, Athén Nézőszám: 1300 Játékvezetők: Christos Christodoulou (GRE), Virginijus Jonas Dovidavicius (LTU) |
| 2004. augusztus 17. 9:00 | Marks, Book 7                           | Lepattanó | Jao Ming 13       | Helliniko Indoor Arena, Athén Nézőszám: 1300 Játékvezetők: Christos Christodoulou (GRE), Virginijus Jonas Dovidavicius (LTU) |
| 2004. augusztus 17. 9:00 | Dickel 2                                | Gólpassz  | Liu Vej, Li Nan 4 | Helliniko Indoor Arena, Athén Nézőszám: 1300 Játékvezetők: Christos Christodoulou (GRE), Virginijus Jonas Dovidavicius (LTU) |

| 2004. augusztus 19. 9:00 | Szerbia és Montenegró (SCG)              | 87–90     | Új-Zéland (NZL) | Helliniko Indoor Arena, Athén Nézőszám: 4200 Játékvezetők: Jorge Vazquez (PUR), Henri Leemann Philippe (SUI) |
| 2004. augusztus 19. 9:00 | (20–22, 24–17, 22–16, 21–35) Jegyzőkönyv |           |                 | Helliniko Indoor Arena, Athén Nézőszám: 4200 Játékvezetők: Jorge Vazquez (PUR), Henri Leemann Philippe (SUI) |
| 2004. augusztus 19. 9:00 | Bodiroga 25                              | Pont      | Penney 15       | Helliniko Indoor Arena, Athén Nézőszám: 4200 Játékvezetők: Jorge Vazquez (PUR), Henri Leemann Philippe (SUI) |
| 2004. augusztus 19. 9:00 | Bodiroga 6                               | Lepattanó | Marks 5         | Helliniko Indoor Arena, Athén Nézőszám: 4200 Játékvezetők: Jorge Vazquez (PUR), Henri Leemann Philippe (SUI) |
| 2004. augusztus 19. 9:00 | Rakočević 2                              | Gólpassz  | Dickel 6        | Helliniko Indoor Arena, Athén Nézőszám: 4200 Játékvezetők: Jorge Vazquez (PUR), Henri Leemann Philippe (SUI) |

| 2004. augusztus 21. 14:30 | Új-Zéland (NZL)                          | 94–98     | Argentína (ARG)      | Helliniko Indoor Arena, Athén Nézőszám: 8000 Játékvezetők: Virginijus Dovidavicius (LTU), Christos Christodoulou (GRE) |
| 2004. augusztus 21. 14:30 | (25–23, 17–24, 29–29, 23–22) Jegyzőkönyv |           |                      | Helliniko Indoor Arena, Athén Nézőszám: 8000 Játékvezetők: Virginijus Dovidavicius (LTU), Christos Christodoulou (GRE) |
| 2004. augusztus 21. 14:30 | Jones 25                                 | Pont      | Scola 25             | Helliniko Indoor Arena, Athén Nézőszám: 8000 Játékvezetők: Virginijus Dovidavicius (LTU), Christos Christodoulou (GRE) |
| 2004. augusztus 21. 14:30 | Book 6                                   | Lepattanó | Oberto 9             | Helliniko Indoor Arena, Athén Nézőszám: 8000 Játékvezetők: Virginijus Dovidavicius (LTU), Christos Christodoulou (GRE) |
| 2004. augusztus 21. 14:30 | Dickel 7                                 | Gólpassz  | Montecchia, Oberto 5 | Helliniko Indoor Arena, Athén Nézőszám: 8000 Játékvezetők: Virginijus Dovidavicius (LTU), Christos Christodoulou (GRE) |

| 2004. augusztus 23. 9:00 | Spanyolország (ESP)                      | 88–84     | Új-Zéland (NZL) | Helliniko Indoor Arena, Athén Nézőszám: 4252 Játékvezetők: Jose Carrion (PUR), Mike Homsy (CAN) |
| 2004. augusztus 23. 9:00 | (19–11, 29–26, 25–31, 15–16) Jegyzőkönyv |           |                 | Helliniko Indoor Arena, Athén Nézőszám: 4252 Játékvezetők: Jose Carrion (PUR), Mike Homsy (CAN) |
| 2004. augusztus 23. 9:00 | Garbajosa 17                             | Pont      | Jones 23        | Helliniko Indoor Arena, Athén Nézőszám: 4252 Játékvezetők: Jose Carrion (PUR), Mike Homsy (CAN) |
| 2004. augusztus 23. 9:00 | Gasol 10                                 | Lepattanó | Marks 10        | Helliniko Indoor Arena, Athén Nézőszám: 4252 Játékvezetők: Jose Carrion (PUR), Mike Homsy (CAN) |
| 2004. augusztus 23. 9:00 | Calderón 3                               | Gólpassz  | Dickel 5        | Helliniko Indoor Arena, Athén Nézőszám: 4252 Játékvezetők: Jose Carrion (PUR), Mike Homsy (CAN) |

A 9. helyért
| 2004. augusztus 24. 16:45 | Új-Zéland (NZL)                          | 80–98     | Ausztrália (AUS)       | Helliniko Indoor Arena, Athén Nézőszám: 4250 Játékvezetők: Zoran Sutulovic (SCG), Vlagyimir Ohrimenko (RUS) |
| 2004. augusztus 24. 16:45 | (15–28, 19–20, 18–26, 38–24) Jegyzőkönyv |           |                        | Helliniko Indoor Arena, Athén Nézőszám: 4250 Játékvezetők: Zoran Sutulovic (SCG), Vlagyimir Ohrimenko (RUS) |
| 2004. augusztus 24. 16:45 | Jones 26                                 | Pont      | Heal 30                | Helliniko Indoor Arena, Athén Nézőszám: 4250 Játékvezetők: Zoran Sutulovic (SCG), Vlagyimir Ohrimenko (RUS) |
| 2004. augusztus 24. 16:45 | Marks 6                                  | Lepattanó | Bogut 10               | Helliniko Indoor Arena, Athén Nézőszám: 4250 Játékvezetők: Zoran Sutulovic (SCG), Vlagyimir Ohrimenko (RUS) |
| 2004. augusztus 24. 16:45 | Jones 4                                  | Gólpassz  | Bogut, Heal, Saville 3 | Helliniko Indoor Arena, Athén Nézőszám: 4250 Játékvezetők: Zoran Sutulovic (SCG), Vlagyimir Ohrimenko (RUS) |

| Csapat          | Helyezés |
| --------------- | -------- |
| Új-Zéland (NZL) | 10.      |

### Női

#### Eredmények
Csoportkör
B csoport
| Csapat                 | M | Gy | V | P+  | P–  | Pk   | P  |
| ---------------------- | - | -- | - | --- | --- | ---- | -- |
| Egyesült Államok (USA) | 5 | 5  | 0 | 430 | 285 | +145 | 10 |
| Spanyolország (ESP)    | 5 | 4  | 1 | 368 | 334 | +34  | 9  |
| Csehország (CZE)       | 5 | 3  | 2 | 408 | 375 | +33  | 8  |
| Új-Zéland (NZL)        | 5 | 2  | 3 | 321 | 414 | –93  | 7  |
| Kína (CHN)             | 5 | 1  | 4 | 360 | 406 | –46  | 6  |
| Dél-Korea (KOR)        | 5 | 0  | 5 | 320 | 393 | –73  | 5  |

| 2004. augusztus 14. 14:30 | Egyesült Államok (USA)                  | 99–47     | Új-Zéland (NZL)           | Helliniko Indoor Arena, Athén Nézőszám: 1970 Játékvezetők: Vlagyimir Ohrimenko (RUS), Abdellilah Chlif (MAR) |
| 2004. augusztus 14. 14:30 | (28–13, 35–11, 16–15, 20–8) Jegyzőkönyv |           |                           | Helliniko Indoor Arena, Athén Nézőszám: 1970 Játékvezetők: Vlagyimir Ohrimenko (RUS), Abdellilah Chlif (MAR) |
| 2004. augusztus 14. 14:30 | Cash 19                                 | Pont      | Marino 13                 | Helliniko Indoor Arena, Athén Nézőszám: 1970 Játékvezetők: Vlagyimir Ohrimenko (RUS), Abdellilah Chlif (MAR) |
| 2004. augusztus 14. 14:30 | Taurasi 9                               | Lepattanó | Loffhagen 7               | Helliniko Indoor Arena, Athén Nézőszám: 1970 Játékvezetők: Vlagyimir Ohrimenko (RUS), Abdellilah Chlif (MAR) |
| 2004. augusztus 14. 14:30 | Staley, Bird 3                          | Gólpassz  | Walker, Loffhagen, Kerr 1 | Helliniko Indoor Arena, Athén Nézőszám: 1970 Játékvezetők: Vlagyimir Ohrimenko (RUS), Abdellilah Chlif (MAR) |

| 2004. augusztus 16. 9:00 | Új-Zéland (NZL)                          | 81–73     | Dél-Korea (KOR) | Helliniko Indoor Arena, Athén Nézőszám: 180 Játékvezetők: Alejandro Chiti (ARG), Tatiana Steigerwald (BRA) |
| 2004. augusztus 16. 9:00 | (21–11, 16–15, 26–23, 18–24) Jegyzőkönyv |           |                 | Helliniko Indoor Arena, Athén Nézőszám: 180 Játékvezetők: Alejandro Chiti (ARG), Tatiana Steigerwald (BRA) |
| 2004. augusztus 16. 9:00 | G. Farmer 22                             | Pont      | Kim Jongok 21   | Helliniko Indoor Arena, Athén Nézőszám: 180 Játékvezetők: Alejandro Chiti (ARG), Tatiana Steigerwald (BRA) |
| 2004. augusztus 16. 9:00 | Loffhagen 14                             | Lepattanó | Kim Jongok 5    | Helliniko Indoor Arena, Athén Nézőszám: 180 Játékvezetők: Alejandro Chiti (ARG), Tatiana Steigerwald (BRA) |
| 2004. augusztus 16. 9:00 | Marino 4                                 | Gólpassz  | Pjon Jonha 3    | Helliniko Indoor Arena, Athén Nézőszám: 180 Játékvezetők: Alejandro Chiti (ARG), Tatiana Steigerwald (BRA) |

| 2004. augusztus 18. 22:15 | Spanyolország (ESP)                    | 91–57     | Új-Zéland (NZL)     | Helliniko Indoor Arena, Athén Nézőszám: 1350 Játékvezetők: Elizabeth Nanette Sisk (USA), Suguro Shoko (JPN) |
| 2004. augusztus 18. 22:15 | (32–8, 13–21, 20–9, 26–19) Jegyzőkönyv |           |                     | Helliniko Indoor Arena, Athén Nézőszám: 1350 Játékvezetők: Elizabeth Nanette Sisk (USA), Suguro Shoko (JPN) |
| 2004. augusztus 18. 22:15 | Palau 15                               | Pont      | Marino 21           | Helliniko Indoor Arena, Athén Nézőszám: 1350 Játékvezetők: Elizabeth Nanette Sisk (USA), Suguro Shoko (JPN) |
| 2004. augusztus 18. 22:15 | Pascua 10                              | Lepattanó | Loffhagen 8         | Helliniko Indoor Arena, Athén Nézőszám: 1350 Játékvezetők: Elizabeth Nanette Sisk (USA), Suguro Shoko (JPN) |
| 2004. augusztus 18. 22:15 | Palau 4                                | Gólpassz  | Marino, Loffhagen 3 | Helliniko Indoor Arena, Athén Nézőszám: 1350 Játékvezetők: Elizabeth Nanette Sisk (USA), Suguro Shoko (JPN) |

| 2004. augusztus 20. 11:15 | Új-Zéland (NZL)                          | 79–77     | Kína (CHN)      | Helliniko Indoor Arena, Athén Nézőszám: 345 Játékvezetők: Elizabeth Nanette Sisk (USA), Nancy Ethier (CAN) |
| 2004. augusztus 20. 11:15 | (21–19, 14–12, 20–24, 24–22) Jegyzőkönyv |           |                 | Helliniko Indoor Arena, Athén Nézőszám: 345 Játékvezetők: Elizabeth Nanette Sisk (USA), Nancy Ethier (CAN) |
| 2004. augusztus 20. 11:15 | G. Farmer 19                             | Pont      | Szuj Fej-Fej 21 | Helliniko Indoor Arena, Athén Nézőszám: 345 Játékvezetők: Elizabeth Nanette Sisk (USA), Nancy Ethier (CAN) |
| 2004. augusztus 20. 11:15 | Kerr 12                                  | Lepattanó | Szuj Fej-Fej 9  | Helliniko Indoor Arena, Athén Nézőszám: 345 Játékvezetők: Elizabeth Nanette Sisk (USA), Nancy Ethier (CAN) |
| 2004. augusztus 20. 11:15 | Marino 4                                 | Gólpassz  | Vang Ling 2     | Helliniko Indoor Arena, Athén Nézőszám: 345 Játékvezetők: Elizabeth Nanette Sisk (USA), Nancy Ethier (CAN) |

| 2004. augusztus 22. 9:00 | Új-Zéland (NZL)                         | 57–74     | Csehország (CZE) | Helliniko Indoor Arena, Athén Nézőszám: 365 Játékvezetők: Nancy Ethier (CAN), Kim Ja Ok (KOR) |
| 2004. augusztus 22. 9:00 | (12–21, 8–19, 23–18, 14–16) Jegyzőkönyv |           |                  | Helliniko Indoor Arena, Athén Nézőszám: 365 Játékvezetők: Nancy Ethier (CAN), Kim Ja Ok (KOR) |
| 2004. augusztus 22. 9:00 | G. Farmer 19                            | Pont      | Machová 21       | Helliniko Indoor Arena, Athén Nézőszám: 365 Játékvezetők: Nancy Ethier (CAN), Kim Ja Ok (KOR) |
| 2004. augusztus 22. 9:00 | Loffhagen 12                            | Lepattanó | Klimešová 10     | Helliniko Indoor Arena, Athén Nézőszám: 365 Játékvezetők: Nancy Ethier (CAN), Kim Ja Ok (KOR) |
| 2004. augusztus 22. 9:00 | G. Farmer, Loffhagen 1                  | Gólpassz  | Hamzová 7        | Helliniko Indoor Arena, Athén Nézőszám: 365 Játékvezetők: Nancy Ethier (CAN), Kim Ja Ok (KOR) |

Negyeddöntő
| 2004. augusztus 25. 22:15 | Ausztrália (AUS)                         | 94–55     | Új-Zéland (NZL) | Olympic Indoor Hall, Athén Nézőszám: 8100 Játékvezetők: Ma Li Jun (CHN), Tatiana Steigerwald (BRA) |
| 2004. augusztus 25. 22:15 | (26–13, 19–18, 26–13, 23–11) Jegyzőkönyv |           |                 | Olympic Indoor Hall, Athén Nézőszám: 8100 Játékvezetők: Ma Li Jun (CHN), Tatiana Steigerwald (BRA) |
| 2004. augusztus 25. 22:15 | Jackson 28                               | Pont      | G. Farmer 11    | Olympic Indoor Hall, Athén Nézőszám: 8100 Játékvezetők: Ma Li Jun (CHN), Tatiana Steigerwald (BRA) |
| 2004. augusztus 25. 22:15 | Snell 10                                 | Lepattanó | Loffhagen 11    | Olympic Indoor Hall, Athén Nézőszám: 8100 Játékvezetők: Ma Li Jun (CHN), Tatiana Steigerwald (BRA) |
| 2004. augusztus 25. 22:15 | Taylor 4                                 | Gólpassz  | négy játékos 2  | Olympic Indoor Hall, Athén Nézőszám: 8100 Játékvezetők: Ma Li Jun (CHN), Tatiana Steigerwald (BRA) |

A 7. helyért
| 2004. augusztus 27. 9:00 | Görögország (GRE)                        | 87–83     | Új-Zéland (NZL) | Olympic Indoor Hall, Athén Nézőszám: 6560 Játékvezetők: Jose Jeremias Reyes Ronfini (MEX), Suguro Shoko (JPN) |
| 2004. augusztus 27. 9:00 | (21–24, 22–26, 23–16, 21–17) Jegyzőkönyv |           |                 | Olympic Indoor Hall, Athén Nézőszám: 6560 Játékvezetők: Jose Jeremias Reyes Ronfini (MEX), Suguro Shoko (JPN) |
| 2004. augusztus 27. 9:00 | Máltszi 29                               | Pont      | Loffhagen 23    | Olympic Indoor Hall, Athén Nézőszám: 6560 Játékvezetők: Jose Jeremias Reyes Ronfini (MEX), Suguro Shoko (JPN) |
| 2004. augusztus 27. 9:00 | Máltszi, Szamorúkova 11                  | Lepattanó | Loffhagen 15    | Olympic Indoor Hall, Athén Nézőszám: 6560 Játékvezetők: Jose Jeremias Reyes Ronfini (MEX), Suguro Shoko (JPN) |
| 2004. augusztus 27. 9:00 | Kosztáki 7                               | Gólpassz  | Loffhagen 3     | Olympic Indoor Hall, Athén Nézőszám: 6560 Játékvezetők: Jose Jeremias Reyes Ronfini (MEX), Suguro Shoko (JPN) |

| Csapat          | Helyezés |
| --------------- | -------- |
| Új-Zéland (NZL) | 8.       |

## Lovaglás
Díjlovaglás
| Versenyző   | Ló     | Versenyszám | 1. kör | 1. kör | 2. kör  | 2. kör  | 3. kör  | 3. kör  | Végeredmény | Végeredmény |
| Versenyző   | Ló     | Versenyszám | Pont   | Hely.  | Pont    | Hely.   | Pont    | Hely.   | Pont        | Helyezés    |
| ----------- | ------ | ----------- | ------ | ------ | ------- | ------- | ------- | ------- | ----------- | ----------- |
| Louisa Hill | Gabana | Egyéni      | 62,708 | 49.    | kiesett | kiesett | kiesett | kiesett | kiesett     | kiesett     |

Díjugratás
| Versenyző                                           | Ló                                             | Versenyszám | Selejtező | Selejtező | Selejtező | Selejtező | Selejtező | Selejtező    | Selejtező    | Selejtező    | Döntő        | Döntő        | Döntő        | Döntő        | Végeredmény  | Végeredmény  |
| Versenyző                                           | Ló                                             | Versenyszám | 1. kör    | 1. kör    | 2. kör    | 2. kör    | 2. kör    | 3. kör       | 3. kör       | 3. kör       | 1. kör       | 1. kör       | 2. kör       | 2. kör       | Végeredmény  | Végeredmény  |
| Versenyző                                           | Ló                                             | Versenyszám | Bünt.     | Hely.     | Bünt.     | Össz.     | Hely.     | Bünt.        | Össz.        | Hely.        | Bünt.        | Hely.        | Bünt.        | Hely.        | Bünt.        | Helyezés     |
| --------------------------------------------------- | ---------------------------------------------- | ----------- | --------- | --------- | --------- | --------- | --------- | ------------ | ------------ | ------------ | ------------ | ------------ | ------------ | ------------ | ------------ | ------------ |
| Grant Cashmore                                      | Franklins Flyte                                | Egyéni      | 0         | 1.        | 12        | 12        | 27.       | 21           | 33           | 46.          | 20           | 39.          | kiesett      | kiesett      | kiesett      | kiesett      |
| Bruce Goodin                                        | Braveheart                                     | Egyéni      | 28        | 72.       | 28        | 56        | 65.       | visszalépett | visszalépett | visszalépett | visszalépett | visszalépett | visszalépett | visszalépett | visszalépett | visszalépett |
| Daniel Meech                                        | Diagonal                                       | Egyéni      | 13        | 61.       | 6         | 19        | 43.       | 1            | 20           | 28.          | 1            | 3.           | 13           | 14.          | 14           | 12.          |
| Guy Thomas                                          | Nz Madison                                     | Egyéni      | 16        | 67.       | 13        | 29        | 60.       | 29           | 58           | 57.          | kiesett      | kiesett      | kiesett      | kiesett      | kiesett      | kiesett      |
| Grant Cashmore Bruce Goodin Daniel Meech Guy Thomas | Franklins Flyte Braveheart Diagonal Nz Madison | Csapat      |           |           |           |           |           |              |              |              | 31           | 11.          | kiesett      | kiesett      | kiesett      | kiesett      |

Lovastusa
| Versenyző                                                                   | Ló                                           | Versenyszám | Díjlovaglás | Díjlovaglás | Tereplovaglás | Tereplovaglás | Tereplovaglás | Díjugratás | Díjugratás | Díjugratás | Díjugratás | Végeredmény | Végeredmény |
| Versenyző                                                                   | Ló                                           | Versenyszám | Díjlovaglás | Díjlovaglás | Tereplovaglás | Tereplovaglás | Tereplovaglás | 1. kör     | 1. kör     | 2. kör     | 2. kör     | Végeredmény | Végeredmény |
| Versenyző                                                                   | Ló                                           | Versenyszám | Bünt.       | Hely.       | Bünt.         | Hely.         | Össz.         | Bünt.      | Hely.      | Bünt.      | Hely.      | Bünt.       | Helyezés    |
| --------------------------------------------------------------------------- | -------------------------------------------- | ----------- | ----------- | ----------- | ------------- | ------------- | ------------- | ---------- | ---------- | ---------- | ---------- | ----------- | ----------- |
| Matthew Grayling                                                            | Revo                                         | Egyéni      | 47,2        | 22.         | 0,0           | 15.*          | 17.           | 12         | 39.        | 4          | 3.         | 63,2        | 15.         |
| Daniel Jocelyn                                                              | Silence                                      | Egyéni      | 66,8        | 60.*        | 0,0           | 10.           | 35.           | 4          | 12.        | kiesett    | kiesett    | 70,8        | 31.         |
| Andrew Nicholson                                                            | Fenicio                                      | Egyéni      | 63,4        | 51.*        | 72,2          | 61.           | 63.           | 14         | 52.        | kiesett    | kiesett    | 149,6       | 60.         |
| Blyth Tait                                                                  | Ready Teddy                                  | Egyéni      | 63,8        | 53.*        | 1,2           | 18.**         | 33.*          | 4          | 12.        | 4          | 3.         | 73,0        | 18.         |
| Heelan Tompkins                                                             | Glengarrick                                  | Egyéni      | 44,0        | 13.         | 0,0           | 4.            | 10.           | 4          | 12.        | 4          | 3.         | 52,0        | 7.          |
| Matthew Grayling Daniel Jocelyn Andrew Nicholson Blyth Tait Heelan Tompkins | Revo Silence Fenicio Ready Teddy Glengarrick | Csapat      | 154,6       | 6.          | 0,0           | 1.*           | 6.            | 12         | 4.*        |            |            | 176,2       | 5.          |

* - egy másik versenyzővel/csapattal azonos eredményt ért el

** - négy másik versenyzővel azonos eredményt ért el

## Ökölvívás
| Versenyző       | Versenyszám  | Selejtező                         | Nyolcaddöntő      | Negyeddöntő       | Elődöntő          | Döntő             | Helyezés |
| Versenyző       | Versenyszám  | Ellenfél Eredmény                 | Ellenfél Eredmény | Ellenfél Eredmény | Ellenfél Eredmény | Ellenfél Eredmény | Helyezés |
| --------------- | ------------ | --------------------------------- | ----------------- | ----------------- | ----------------- | ----------------- | -------- |
| Soulan Pownceby | Félnehézsúly | İhsan Yıldırım Tarhan (TUR) · RSC | kiesett           | kiesett           | kiesett           | kiesett           | 17.      |

RSC - a játékvezető megállította a mérkőzést

## Sportlövészet
Férfi
| Versenyző   | Versenyszám       | Selejtező | Selejtező | Döntő   | Döntő    |
| Versenyző   | Versenyszám       | Pont      | Helyezés  | Pont    | Helyezés |
| ----------- | ----------------- | --------- | --------- | ------- | -------- |
| Ryan Taylor | Sportpuska, fekvő | 589       | 36.*      | kiesett | kiesett  |

Női
| Versenyző      | Versenyszám | Selejtező | Selejtező | Döntő | Döntő    |
| Versenyző      | Versenyszám | Pont      | Helyezés  | Pont  | Helyezés |
| -------------- | ----------- | --------- | --------- | ----- | -------- |
| Nadine Stanton | Dupla trap  | 108       | 4.        | 137   | 6.       |

* - két másik versenyzővel azonos eredményt ért el

## Taekwondo
Női
| Versenyző      | Versenyszám | Nyolcaddöntő               | Negyeddöntő       | Elődöntő          | Vigaszág első kör        | Vigaszág elődöntő | Bronz- mérkőzés   | Döntő             | Helyezés |
| Versenyző      | Versenyszám | Ellenfél Eredmény          | Ellenfél Eredmény | Ellenfél Eredmény | Ellenfél Eredmény        | Ellenfél Eredmény | Ellenfél Eredmény | Ellenfél Eredmény | Helyezés |
| -------------- | ----------- | -------------------------- | ----------------- | ----------------- | ------------------------ | ----------------- | ----------------- | ----------------- | -------- |
| Verina Wihongi | Váltósúly   | Eli Misztakídu (GRE) · 0-4 |                   |                   | Heidy Juárez (GUA) · 1-4 | kiesett           | kiesett           |                   | 7.       |

## Tollaslabda
| Versenyző                    | Versenyszám  | 32-es főtábla                                                | Nyolcaddöntő                                              | Negyeddöntő       | Elődöntő          | Bronz- mérkőzés   | Döntő             | Helyezés |
| Versenyző                    | Versenyszám  | Ellenfél Eredmény                                            | Ellenfél Eredmény                                         | Ellenfél Eredmény | Ellenfél Eredmény | Ellenfél Eredmény | Ellenfél Eredmény | Helyezés |
| ---------------------------- | ------------ | ------------------------------------------------------------ | --------------------------------------------------------- | ----------------- | ----------------- | ----------------- | ----------------- | -------- |
| Daniel Shirley Sara Petersen | Vegyes páros | Kanada (CAN) · Philippe Bourret · Denyse Julien · 15-4, 15-6 | Dánia (DEN) · Jonas Rasmussen · Rikke Olsen · 14-15, 9-15 | kiesett           | kiesett           | kiesett           | kiesett           | 9.       |

## Triatlon
| Versenyző       | Versenyszám | 1,5 km úszás | 1,5 km úszás | 40 km kerékpározás | 40 km kerékpározás | 10 km futás | 10 km futás | Összesítés | Összesítés |
| Versenyző       | Versenyszám | Idő          | Hely.        | Idő                | Hely.              | Idő         | Hely.       | Idő        | Helyezés   |
| --------------- | ----------- | ------------ | ------------ | ------------------ | ------------------ | ----------- | ----------- | ---------- | ---------- |
| Hamish Carter   | Férfi       | 18:19        | 33.          | 1:00:24            | 1.                 | 31:46       | 4.          | 1:51:07,73 |            |
| Bevan Docherty  | Férfi       | 18:13        | 17.          | 1:00:32            | 4.                 | 31:51       | 5.          | 1:51:15,60 |            |
| Nathan Richmond | Férfi       | 18:04        | 8.           | 1:02:31            | 23.                | 36:47       | 41.         | 1:58:01,94 | 33.        |
| Sam Warriner    | Női         | 19:42        | 22.          | 1:10:25            | 20.                | 37:55       | 20.         | 2:08:42,07 | 18.        |

## Úszás
Férfi
| Versenyző                                                      | Versenyszám            | Előfutam | Előfutam | Előfutam | Elődöntő | Elődöntő | Elődöntő | Döntő   | Döntő    |
| Versenyző                                                      | Versenyszám            | Idő      | Hely.    | Össz.    | Idő      | Hely.    | Össz.    | Idő     | Helyezés |
| -------------------------------------------------------------- | ---------------------- | -------- | -------- | -------- | -------- | -------- | -------- | ------- | -------- |
| Cam Gibson                                                     | 100 m gyors            | 51,56    | 7.       | 43.      | kiesett  | kiesett  | kiesett  | kiesett | kiesett  |
| Cam Gibson                                                     | 100 m hát              | 56,14    | 6.       | 22.      | kiesett  | kiesett  | kiesett  | kiesett | kiesett  |
| Cam Gibson                                                     | 200 m hát              | 2:02,65  | 7.       | 20.      | kiesett  | kiesett  | kiesett  | kiesett | kiesett  |
| Moss Burmester                                                 | 400 m gyors            | 3:57,29  | 2.       | 28.      |          |          |          | kiesett | kiesett  |
| Moss Burmester                                                 | 1500 m gyors           | 15:56,42 | 4.       | 28.      |          |          |          | kiesett | kiesett  |
| Moss Burmester                                                 | 200 m pillangó         | 1:58,13  | 5.       | 10.      | 1:58,09  | 6.       | 12.      | kiesett | kiesett  |
| Ben Labowitch                                                  | 100 m mell             | 1:03,99  | 3.       | 36.*     | kiesett  | kiesett  | kiesett  | kiesett | kiesett  |
| Ben Labowitch                                                  | 200 m mell             | 2:19,25  | 7.       | 39.      | kiesett  | kiesett  | kiesett  | kiesett | kiesett  |
| Corney Swanepoel                                               | 100 m pillangó         | 53,07    | 7.       | 15.      | 52,99    | 8.       | 13.*     | kiesett | kiesett  |
| Dean Kent                                                      | 200 m vegyes           | 2:01,31  | 3.       | 7.       | 2:01,94  | 7.       | 14.      | kiesett | kiesett  |
| Dean Kent                                                      | 400 m vegyes           | 4:18,55  | 1.       | 13.      |          |          |          | kiesett | kiesett  |
| Cam Gibson Ben Labowitch Corney Swanepoel Scott Talbot-Cameron | 4 × 100 m vegyes váltó | 3:42,74  | 7.       | 12.      |          |          |          | kiesett | kiesett  |

Női
| Versenyző                                                   | Versenyszám            | Előfutam | Előfutam | Előfutam | Elődöntő | Elődöntő | Elődöntő | Döntő   | Döntő    |
| Versenyző                                                   | Versenyszám            | Idő      | Hely.    | Össz.    | Idő      | Hely.    | Össz.    | Idő     | Helyezés |
| ----------------------------------------------------------- | ---------------------- | -------- | -------- | -------- | -------- | -------- | -------- | ------- | -------- |
| Alison Fitch                                                | 50 m gyors             | 26,56    | 2.       | 34.      | kiesett  | kiesett  | kiesett  | kiesett | kiesett  |
| Alison Fitch                                                | 100 m gyors            | 56,29    | 3.       | 21.      | kiesett  | kiesett  | kiesett  | kiesett | kiesett  |
| Alison Fitch                                                | 200 m gyors            | 2:03,58  | 5.       | 29.      | kiesett  | kiesett  | kiesett  | kiesett | kiesett  |
| Rebecca Linton                                              | 400 m gyors            | 4:21,58  | 6.       | 31.      |          |          |          | kiesett | kiesett  |
| Rebecca Linton                                              | 800 m gyors            | 9:02,41  | 7.       | 24.      |          |          |          | kiesett | kiesett  |
| Hannah McLean                                               | 100 m hát              | 1:03,09  | 7.       | 22.      | kiesett  | kiesett  | kiesett  | kiesett | kiesett  |
| Hannah McLean                                               | 200 m hát              | 2:13,33  | 3.       | 9.       | 2:12,87  | 5.       | 10.      | kiesett | kiesett  |
| Annabelle Carey                                             | 100 m mell             | 1:13,21  | 8.       | 35.      | kiesett  | kiesett  | kiesett  | kiesett | kiesett  |
| Elizabeth Coster                                            | 100 m pillangó         | 1:00,61  | 3.       | 23.*     | kiesett  | kiesett  | kiesett  | kiesett | kiesett  |
| Helen Norfolk                                               | 200 m vegyes           | 2:17,27  | 7.       | 16.      | 2:17,41  | 8.       | 16.      | kiesett | kiesett  |
| Helen Norfolk                                               | 400 m vegyes           | 4:45,21  | 4.       | 9.       |          |          |          | kiesett | kiesett  |
| Nathalie Bernard Alison Fitch Rebecca Linton Helen Norfolk  | 4 × 200 m gyorsváltó   | 8:14,76  | 7.       | 13.      |          |          |          | kiesett | kiesett  |
| Annabelle Carey Elizabeth Coster Alison Fitch Hannah McLean | 4 × 100 m vegyes váltó | 4:10,37  | 6.       | 13.      |          |          |          | kiesett | kiesett  |

* - egy másik versenyzővel azonos időt ért el

## Vitorlázás
Férfi
| Versenyző               | Versenyszám     | Futam | Futam | Futam | Futam | Futam | Futam | Futam | Futam | Futam | Futam | Futam | Pontszám | Helyezés |
| Versenyző               | Versenyszám     | 1     | 2     | 3     | 4     | 5     | 6     | 7     | 8     | 9     | 10    | 11    | Pontszám | Helyezés |
| ----------------------- | --------------- | ----- | ----- | ----- | ----- | ----- | ----- | ----- | ----- | ----- | ----- | ----- | -------- | -------- |
| Tom Ashley              | Szörfvitorlázás | 17    | 7     | 3     | 18    | 14    | 8     | 14    | 18    | 3     | 3     | 11    | 98       | 10.      |
| Dean Barker             | Finn dingi      | 5     | 10    | 7     | 11    | 7     | 16    | 26    | 12    | 19    | 20    | 10    | 117      | 13.      |
| Andrew Brown Jamie Hunt | 470-es osztály  | 27    | 24    | 23    | 23    | 22    | 13    | 14    | 10    | 26    | 25    | 20    | 200      | 26.      |

Női
| Versenyző                                | Versenyszám     | Futam | Futam | Futam | Futam | Futam | Futam | Futam | Futam | Futam | Futam | Futam | Pontszám | Helyezés |
| Versenyző                                | Versenyszám     | 1     | 2     | 3     | 4     | 5     | 6     | 7     | 8     | 9     | 10    | 11    | Pontszám | Helyezés |
| ---------------------------------------- | --------------- | ----- | ----- | ----- | ----- | ----- | ----- | ----- | ----- | ----- | ----- | ----- | -------- | -------- |
| Barbara Kendall                          | Szörfvitorlázás | 1     | 9     | 27    | 2     | 27    | 5     | 5     | 3     | 1     | 1     | 4     | 58       | 5.       |
| Sarah Macky                              | Europe          | 14    | 4     | 8     | 19    | 4     | 20    | 6     | 4     | 10    | 5     | 17    | 91       | 8.       |
| Shelley Hesson Linda Dickson             | 470-es osztály  | 6     | 8     | 10    | 5     | 17    | 18    | 15    | 13    | 14    | 17    | 13    | 118      | 16.      |
| Sharon Ferris Joanna White Kylie Jameson | Yngling         | 15    | 16    | 3     | 2     | 2     | 9     | 11    | 7     | 12    | 7     | 9     | 77       | 7.       |

Nyílt
| Versenyző     | Versenyszám | Futam | Futam | Futam | Futam | Futam | Futam | Futam | Futam | Futam | Futam | Futam | Pontszám | Helyezés |
| Versenyző     | Versenyszám | 1     | 2     | 3     | 4     | 5     | 6     | 7     | 8     | 9     | 10    | 11    | Pontszám | Helyezés |
| ------------- | ----------- | ----- | ----- | ----- | ----- | ----- | ----- | ----- | ----- | ----- | ----- | ----- | -------- | -------- |
| Hamish Pepper | Laser       | 24    | 9     | 26    | 11    | 9     | 5     | 13    | 3     | 11,3  | 2     | 21    | 108,3    | 7.       |

## Vívás
Női
| Versenyző          | Versenyszám       | Selejtező                        | 32-es főtábla     | Nyolcaddöntő      | Negyeddöntő       | Elődöntő          | Bronz- mérkőzés   | Döntő             | Helyezés |
| Versenyző          | Versenyszám       | Ellenfél Eredmény                | Ellenfél Eredmény | Ellenfél Eredmény | Ellenfél Eredmény | Ellenfél Eredmény | Ellenfél Eredmény | Ellenfél Eredmény | Helyezés |
| ------------------ | ----------------- | -------------------------------- | ----------------- | ----------------- | ----------------- | ----------------- | ----------------- | ----------------- | -------- |
| Jessica Eliza Beer | Párbajtőr, egyéni | Dímitra Manganudáki (GRE) · 8-15 | kiesett           | kiesett           | kiesett           | kiesett           | kiesett           | kiesett           | 33.      |